# ميلاني دوس سانتوس
ميلاني يوهانا دي جيسوس دوس سانتوس (بالبرتغالية: Mélanie Johanna de Jesus dos Santos‏) هي لاعبة جمباز فني فرنسية ولدت في يوم 5 مارس 2000 في شولكر في مارتينيك لأب برتغالي وأم مارتينيكية. أبرز إنجازاتها هو فوزها بالميدالية ثلاثة في بطولة أوروبا للجمباز الفني.